# Goravale, Mandya
Goravale là một làng thuộc tehsil Mandya, huyện Mandya, bang Karnataka, Ấn Độ.